# Небава Микола Іванович
Небава Микола Іванович (нар. 13 травня 1958, с. Левківці, Тульчинський район, Вінницька область) — український науковець, педагог, кандидат економічних наук (1990), професор кафедри економіки підприємства і  виробничого менеджменту , декан факультету менеджменту та інформаційної безпеки Вінницького національного технічного університету (2003-2022), відмінник освіти України (2012), заслужений економіст України (2020).

## Життєпис
Микола Іванович Небава народився 13 травня 1958 року в с. Левківці Тульчинського району Вінницької області в селянській родині: комбайнера Івана Петровича і працівниці садівництва Ксенії Василівни — учасників Другої світової війни. Закінчив у 1975 році Шпиківську середню школу з відзнакою. У 1978 році вступив до Київського державного університету (КДУ) імені Т. Г. Шевченка на економічний факультет. По закінченню (1983) отримав кваліфікацію економіста, викладача політичної економії.

## Професійна діяльність
1975—1976 — слюсар колгоспу ім. Жданова села Левківців;
1976—1978 — проходив строкову військову службу;
1975—1983 — студент Київського державного університету (КДУ) імені Т. Г. Шевченка;
1983 — асистент кафедри політичної економії Вінницького політехнічного інституту (ВПІ);
1987—1990 — навчання в аспірантурі Київського державного університету імені Т. Г. Шевченка;
1990 — захист кандидатської дисертації у КДУ імені Т. Г. Шевченка та присвоєння наукового ступеня кандидата економічних наук;
1990 — старший викладач, доцент кафедри основ економічної теорії ВПІ;
1993 — присвоєно вчене звання доцента;
2002 — заступник директора з наукової роботи Інституту фундаментальної економічної підготовки Вінницького державного технічного університету;
2003—2015 — директор Інституту менеджменту Вінницького національного технічного університету (ВНТУ);
2005 — підвищення кваліфікації в Центральному інституті післядипломної педагогічної освіти Академії педагогічних наук України (СПК № 036320);
2007—2010 — професор кафедри менеджменту та моделювання в економіці ВНТУ;
2010—2014 — професор, завідувач кафедри економіки промисловості і організації виробництва (нині — кафедра економіки підприємства і виробничого менеджменту)  ВНТУ;
2015-2022 — декан факультету менеджменту та інформаційної безпеки ВНТУ, професор кафедри економіки підприємства і виробничого менеджменту.

## Нагороди та відзнаки
- Почесна грамота Вінницької обласної державної адміністрації та обласної ради за успіхи у підготовці висококваліфікованих спеціалістів та впровадженні сучасних методів навчання (2005);

- Почесна грамота ректорату ВНТУ за багаторічну сумлінну працю та з нагоди 50-річчя університету (2008), з нагоди 60-річчя університету (2020);

- Подяки та Грамоти Департаменту освіти і науки Вінницької обласної державної адміністрації за багаторічну самовіддану роботу у складі журі III етапу Всеукраїнської учнівської олімпіади з економіки (2007, 2010, 2011, 2012, 2013, 2014, 2015, 2016, 2017, 2018, 2019, 2020);

- Почесна грамота Міністерства освіти і науки (МОН) України за багаторічну сумлінну працю, особистий внесок у підготовку висококваліфікованих спеціалістів та плідну науково-педагогічну діяльність (2009) (наказ від 10.07.2009 р. № 667-к, посвідчення № 134843)[2];

- Нагрудний знак «Відмінник освіти України» (2012) (наказ від 11.05.2012 р. № 178-к, посвідчення № 134)[2];

- Почесний диплом міжнародної виставки «Сучасні заклади освіти — 2013» за активну роботу з упровадження педагогічних інновацій у навчально-виховний процес (2013);

- Ювілейний знак-орден «Велика Україна. 25 років Незалежності» (2016);

- Почесна грамота 8-ї міжнародної виставки «Сучасні заклади освіти — 2017» за результативну навчально-наукову та організаторську діяльність з підвищення якості національної освіти (2017);

- Нагрудний знак МОН України «За наукові та освітні досягнення» за багаторічну сумлінну працю, вагомий внесок у підготовку кваліфікованих спеціалістів та плідну педагогічну діяльність (2018);

- Почесна грамота міжнародної виставки «Сучасні заклади освіти — 2019» за вагомий особистий внесок у розвиток та впровадження інноваційних педагогічних і управлінських технологій (2019);

- Грамота Вінницької міської ради за навчання і виховання підростаючого покоління, високу професійну майстерність, сумлінну працю, ініціативу і наполегливість, відповідальність за доручену справу та з нагоди 60-річчя від дня заснування ВНТУ (2020);

- Почесне звання «Заслужений економіст України» з врученням нагрудного знаку та посвідчення за значний особистий внесок у державне будівництво, соціально-економічний, науково-технічний, культурно-освітній розвиток України, вагомі трудові здобутки та високий професіоналізм (2020)[3][1].

## Наукова, педагогічна та навчально-методична робота
У науковому доробку Небави М. І. понад 200 наукових та навчально-методичних праць, з них 25 навчальних посібників, п’ять електронних посібників та два дистанційних курси. Опублікував понад 150 наукових статей у вітчизняних та зарубіжних виданнях, 54 з яких у фахових виданнях. Брав участь у понад 80 міжнародних, всеукраїнських, регіональних науково-теоретичних та науково-практичних конференціях. Професор Небава займається підготовкою фахівців вищої кваліфікації. Під його науковим керівництвом захищено 2 кандидатські дисертації.
Напрями наукової діяльності:
- формування ефективної соціальної політики, соціальної економіки в транзитивних та розвинутих економічних системах, соціальної політики підприємств, становлення соціальної відповідальності бізнесу та благодійництва у трансформаційній економіці України;
- трансформація та динаміка корпоративного управління, врегулювання корпоративних інтересів та конфліктів, удосконалення економічних взаємовідносин суб’єктів ринку та прямого оподаткування сільськогосподарських підприємств.

## Громадська діяльність
- Микола Іванович Небава є головою обласного осередку Всеукраїнської асоціації політичної економії та членом Української асоціації економістів-міжнародників. Він також є членом Національної спілки журналістів України з 1992 року. Його ім’я занесено до книги «Вінниччина журналістська». Бере активну участь як член Координаційної ради при Головному управлінні економіки Вінницької області.

- Небава М. І. є організатором проведення обласного туру Всеукраїнського конкурсу «Молода економіка», а з 2006 року «Новітній інтелект України», за що неодноразово нагороджувався грамотами та подяками від недержавного аналітичного Центру «Інститут реформ».

- З 2002 року Микола Іванович є ініціатором створення та наставником студентської команди ВНТУ «Бізнес-імпульс» (тепер «Enactus ВНТУ») з реалізації міжнародної програми «SIFE» (з 2013 року «Enactus»). Команда ВНТУ багаторазово ставала переможцем національних змагань серед студентських команд закладів вищої освіти з розробки та впровадження соціально-економічних проєктів та представляла Україну на  ENACTUS WORLD CUP, де посідала призові місця.

- Професором Небавою було залучено до розробки соціально-економічних проєктів понад сто студентів, розроблено понад 50 бізнес-проєктів, які впроваджені у Вінницькій та інших областях України.

- Останні дванадцять років він є головою журі III етапу Обласної учнівської олімпіади з економіки та чотири роки членом журі IV етапу Всеукраїнської учнівської олімпіади з основ економіки.

- Учасник круглого столу «Від України 2030 до регіональних стратегій» (лютий 2018 р., ВНТУ) з обговорення Доктрини збалансованого розвитку «Україна 2030» та Національного форуму і наукової дискусії, за результатами якої вийшла Зелена книга політики збалансованого розвитку «Україна 2030: Консолідація мислення — консолідація дій. Як експерт та консультант від ВНТУ Микола Іванович брав участь у розробці науково обґрунтованих пропозицій та рекомендацій забезпечення інклюзивного розвитку Вінницького регіону, які знайшли своє відображення у «Білій книзі економічної політики України до 2030 року: національний і регіональний виміри».

## Основні публікації
1. Вступ до фаху. Менеджер і команда: теоретичні та практичні аспекти : навчальний посібник / С. М. Кізян, М. І. Небава, О. О. Адлер. – Київ : Видавничий Дім «Слово», 2014. – 168 с. – ISBN 978-966-194-200-3.  
2. Економіка та організація виробничої діяльності підприємства : навчальний посібник. Ч. 1 : Економіка підприємства / М. І. Небава, О. О. Адлер, О. Й. Лесько ; ВНТУ. – Вінниця : ВНТУ, 2011. – 117 с.  
3. Економіка та організація виробничої діяльності підприємства : навчальний посібник. Ч. 2 : Організація виробництва / М. І. Небава, О. О. Адлер, О. Й. Лесько ; ВНТУ. – Вінниця : ВНТУ, 2011. – 131 с.  
4. Економічна безпека підприємства : електронний навчальний посібник / М. І. Небава, Ю. В. Міронова. – Вінниця : ВНТУ, 2017. – 73 с. 
5. Економічна теорія: (в питаннях і відповідях) : навчальний посібник / М. І. Небава, І. М. Небава ; ВНТУ. – Вінниця : ВНТУ, 2008. – 230 с.
6.  Екскурс в антологію макроекономічної думки : навчальний посібник / О. В. Мороз, М. І. Небава. – Вінниця : ВДТУ, 2000. – 170 с.
7. Загальний курс теоретичної економіки : навчальний посібник / В. В. Зянько, М. І. Небава, А. В. Сірко. – Вінниця : ВДТУ, 2002. – 252 с.
8. Изменение менталитета для использования потенциала устойчивого развития / Н. И. Небава, И. В. Заюков // Управление устойчивым развитием в условиях переходной экономики : монография / [ред. кол.: М. Шмидт и др.] ; Нац. горный ун-т, Брандербургский техн. ун-т. – Днепропетровск-Коттбус : НГУ-БТУ, 2015. – С. 193-205. – ISBN 978-617-7109-91-3.
9. Інноваційний менеджмент : практикум : навчальний посібник / В. О. Козловський, А. О. Азарова, О. Й. Лесько, М. І. Небава ; МОНМС України, ВНТУ. – Вінниця : ВНТУ, 2012. – 130 с.– ISBN 978-966-641-488-8.  
10. Менеджмент організацій і адміністрування : навчальний посібник. Ч. 1 / М. І. Небава, О. Г. Ратушняк ; ВНТУ. – Вінниця : ВНТУ, 2012. – 105 с.   
11. Менеджмент організацій і адміністрування : навчальний посібник. Ч. 2 / М. І. Небава, О. Г. Ратушняк ; ВНТУ. – Вінниця : ВНТУ, 2012. – 108 с.   
12. Основи економіки: вузлові питання : навчальний посібник / В. В. Зянько, М. І. Небава, А. В. Сірко ; МОН України. – Вінниця : УНІВЕРСУМ-Вінниця, 2001. – 247 с. – ISBN 966-641-011-7.
13. Основи стратегічного менеджмент : навчальний посібник / О. М. Роїк, А. О. Азарова, М. І. Небава ; ВНТУ. – Вінниця : ВНТУ, 2008. – 213 с.   
14. Публічне управління та адміністрування : навчальний посібник / А. О. Азарова, Л. М. Ткачук, Л. О. Нікіфорова, А. А. Шиян, Ю. В. Міронова, О. М. Хошаба, М. І. Небава ; ВНТУ. – Вінниця : ВНТУ, 2019. – 181 с. 
15.	Теорія корпоративного управління: вузлові питання : навчальний посібник / М. І. Небава ; МОН України. – Київ : Центр навч. літ-ри, 2004. – 295 с. – ISBN 966-8365-38-0.
16.	Теорія макроекономіки : навчальний посібник / М. І. Небава ; МОН України. – Київ : Видавничий Дім «Слово», 2003. – 536 с. – ISBN 966-8407-15-6.

## Захоплення
Риболовля, садівництво та виноградарство, волейбол, більярд, ковзани, стрільба, шахи.